# Schaufelspitze (Karwendel)
Die Schaufelspitze ist ein 2306 m ü. A. hoher Gipfel in der Sonnjochgruppe im östlichen Karwendel zwischen Sonnjoch und der Bettlerkarspitze.

## Besteigungsmöglichkeiten
Der Normalweg führt von den Hagelhütten (1077 m ü. A.) im Rißtal auf den Gipfel. Er ist nicht markiert und daher insbesondere in der Latschenzone nicht ganz einfach zu finden. Er weist Stellen der Schwierigkeit I (UIAA) auf.
Über den Grat ist nach Nordosten der Übergang zur Bettlerkarspitze möglich (II).